# ماروسیا مارتیروسیان
|
ماروسیا ساهاکی مارتیروسیان (ارمنی: Մարուսյա Սահակի Մարտիրոսյան؛ ۲۹ نوامبر ۱۹۲۴ – ۱۷ ژانویهٔ ۲۰۰۳) یک بازیگر اهل ارمنستان بود. وی بین سال‌های - تا - میلادی فعالیت می‌کرد.

## زندگی‌نامه
وی در ۲۹ نوامبر ۱۹۲۴ در ایروان به دنیا آمد . وی خواهر ماکسیم مارتیروسیان بود. وی در تئاتر نوجوانان ایروان (۱۹۴۴-۱۹۴۵)، تئاتر درماتیک وانادزور (۱۹۴۶-۱۹۴۸)، تئاتر آلاوردی (۱۹۵۱-۱۹۵۳)، تئاتر دراماتیک دولتی وارطان آجمیان گیومری (۱۹۵۳-۱۹۷۰) و تئاتر کمدی موزیکال پارونیان (از ۱۹۷۱) فعالیت می‌کرد. وی همچنین برنده جوایزی همچون هنرمند مردمی ارمنستان شوروی (۱۹۶۷) شد. وی در ۱۷ ژانویهٔ ۲۰۰۳ در سن ۷۸ سالگی در ایروان درگذشت

## یادداشت
1. ↑  Yerevan State Youth Theatre